# Universitas Bengkulu
Universitas Bengkulu – indonezyjska uczelnia publiczna w Bengkulu na Sumatrze. Została założona w 1982 roku.